# Três Camaradas
Three Comrades (no Brasil e em Portugal, Três Camaradas) é um filme estadunidense de 1938, em preto e branco, dos gêneros, drama, guerra e romance, dirigido por Frank Borzage, roteirizado por F. Scott Fitzgerald e Edward E. Paramore Jr., baseado no livro de Erich Maria Remarque, música de Franz Waxman.

## Sinopse
Alemanha, após a primeira grande guerra, a história de três amigos, ex-combatentes, envolvidos na reconstrução do país e pela afeição de uma frágil garota que os acompanha.

## Elenco
- Robert Taylor ....... Erich Lohkamp
- Margaret Sullavan ....... Patricia Hollmann
- Franchot Tone .......  Otto Koster
- Robert Young ....... Gottfried Lenz
- Guy Kibbee ....... Alfons
- Lionel Atwill ....... Franz Breuer
- Henry Hull ....... Dr. Heinrich Becker
- Charley Grapewin ....... Doutor local
- Monty Woolley ....... Dr. Jaffe